# キリング形式
数学において、ヴィルヘルム・キリング (Wilhelm Killing) の名に因むキリング形式 (Killing form) とは、リー群とリー環の理論において基本的な役割を果たす対称双線型形式である。

## 歴史と名称
キリング形式は本質的に Élie Cartan (1894) によって彼の thesis においてリー環論に導入された。「キリング形式」という名前はアルマン・ボレルの1951年の論文において初めに現れたが、彼はなぜその用語を選んだのか覚えていないと2001年に述べた。ボレルは名称が不適切に思われ「カルタン形式」と呼ぶのがより正しいだろうと認めている。ヴィルヘルム・キリングはリー代数の正則半単純元の特性方程式の係数が随伴群のもとで不変であることに気付いていて、そのことからキリング形式（すなわち2次の係数）が不変であることが従う。しかし彼はこの事実をそれほど利用しなかった。カルタンが利用した基本的な結果はカルタンの判定条件で、これはキリング形式が非退化であることとリー環が単純リー環の直和であることが同値であるというものである。

## 定義
体 K 上のリー環 g を考える。g の任意の元 x は g の随伴自己準同型 ad(x) （adx とも書かれる）をリーブラケットを用いて
{\displaystyle \mathrm {ad} (x)(y)=[x,y]}
と定義する。今、g を有限次元とすると、2つのそのような自己準同型の合成のトレースは K に値を持つ対称双線型形式
{\displaystyle B(x,y)=\mathrm {trace} (\mathrm {ad} (x)\mathrm {ad} (y))}
を定義する。これが g 上のキリング形式 (Killing form) である

## 性質
- キリング形式 B は双線型かつ対称である。
- キリング形式は「結合」性

{\displaystyle B([x,y],z)=B(x,[y,z]),}
を持つという意味で不変形式である。ここで [ , ] はリーブラケットである。
- g が単純リー環であれば、g 上の任意の不変対称双線型形式はキリング形式のスカラー倍である。
- キリング形式はリー環 g の自己同型 s のもとでも不変である、つまり

{\displaystyle B(s(x),s(y))=B(x,y)}
が s ∈ Aut(g) に対して成り立つ。
- カルタンの判定条件（英語版）は、リー環が半単純であることとキリング形式が非退化であることが同値であるというものである。
- 冪零リー環のキリング形式は恒等的に 0 である。
- I, J がリー環 g の2つのイデアルで交わりが 0 ならば、I と J はキリング形式に関して直交する部分空間である。
- イデアルの B についての直交補空間は再びイデアルである[2]。
- 与えられたリー代数 g がイデアル I1,...,In の直和であれば、g のキリング形式は個々の成分のキリング形式の直和である。

## 行列要素
リー環 g の基底 ei が与えられると、キリング形式の行列要素は
{\displaystyle B^{ij}=\mathrm {tr} (\mathrm {ad} (e^{i})\circ \mathrm {ad} (e^{j}))/I_{ad}}
によって与えられる。ただし Iad は g の随伴表現のディンキン指数である。ここで
{\displaystyle \left({\textrm {ad}}(e^{i})\circ {\textrm {ad}}(e^{j})\right)(e^{k})=[e^{i},[e^{j},e^{k}]]=[e^{i},{c^{jk}}_{m}e^{m}]={c^{im}}_{n}{c^{jk}}_{m}e^{n}}
がアインシュタインの縮約記法を用いて成り立つ。ただし cijk はリー環の構造係数である。添え字 k は行列 ad(ei)ad(ej) の列の添え字として、添え字 n は行の添え字として機能する。トレースを取ることは k = n として和を取ることだから、
{\displaystyle B^{ij}={\frac {1}{I_{ad}}}{c^{im}}_{n}{c^{jn}}_{m}}
と書くことができる。キリング形式は構造定数から構成できる最も単純な2階テンソルである。
上の添え字の付いた定義において、上と下の添え字（共変と反変の添え字）に注意する。多くの場合において、キリング形式は多様体上の計量テンソルとして使うことができ、このとき区別がテンソルの変換性質のために重要になるからである。リー環が標数 0 の体上の半単純リー環であれば、キリング形式は非退化であり、したがって添え字を上げ下げするのに計量テンソルとして使うことができる。この場合、すべての上の添え字の構造定数が完全反対称となるような g の基底を選ぶことが必ずできる。
いくつかのリー環 g に対するキリング形式（X, Y ∈ g):
| g         | B(X, Y)                  |
| --------- | ------------------------ |
| gl(n, R)  | 2n tr(XY) − 2 tr(X)tr(Y) |
| sl(n, R)  | 2n tr(XY)                |
| su(n)     | 2n tr(XY)                |
| so(n, R)  | (n−2) tr(XY)             |
| so(n)     | (n−2) tr(XY)             |
| sp(2n, R) | (2n+2) tr(XY)            |
| sp(2n, C) | (2n+2) tr(XY)            |

## 実形との関係
g を実数体上の半単純リー環とする。カルタンの判定条件によって、キリング形式は非退化であり、適当な基底によって対角成分が ±1 の対角行列に対角化できる。シルヴェスターの慣性法則によって、正の成分の個数は双線型形式の不変量である、すなわち、対角化する基底の取り方に依らない。その個数をリー環 g の指数 (index) と呼ぶ。これは 0 と g の次元の間の数であり、実リー環の重要な不変量である。とくに、実リー環 g は、キリング形式が負定値のときコンパクト (compact) と呼ばれる。リー対応のもと、コンパクトリー環はコンパクトリー群に対応することが知られている。
gC が複素数体上の半単純リー環であれば、複素化が gC となるようないくつかの非同型な実リー環が存在する。これらをその実形 (real form) と呼ぶ。任意の複素半単純リー環には（同型の違いを除いて）一意的なコンパクト実形 g があることが分かる。与えられた複素半単純リー環の実形はしばしばキリング形式の inertia の正の指数によってラベルづけされる。
例えば、複素特殊線型環 sl(2, C) は2つの実形を持つ。1つは実特殊線型環 sl(2, R) であり、もう1つは特殊ユニタリ環 su(2) である。前者は非コンパクトであり、いわゆる split real form であり、そのキリング形式の符号は (2, 1) である。後者はコンパクト実形でありそのキリング形式は負定値である、すなわち符号 (0 ,3) を持つ。対応するリー群はそれぞれ、行列式が1の 2 × 2 実行列の非コンパクト群 SL(2, R) と、コンパクトな特殊ユニタリ群 SU(2) である。